# Mimi Keene
Mimi Keene (Londra, 5 agosto 1998) è un'attrice britannica, conosciuta soprattutto per i suoi ruoli come Cindy Williams nella soap opera della BBC One EastEnders e Ruby Matthews nella serie originale Netflix, Sex Education.

## Biografia
Keene è nata il 5 agosto 1998 a Londra, Inghilterra, dove è cresciuta. Ha studiato all'Accademia d'arte teatrale Italia Conti Academy of Theatre Arts dal 2009 al 2014.
La carriera di Keene è iniziata quando ha fatto il suo debutto professionale interpretando Janey in Kin presso il Royal Court Theatre dal 19 novembre al 23 dicembre 2010. Nel 2013, Keene è apparsa al CBC Sadie J come Brandy May Lou e in Our Girl come Jade Dawes. Tra il 2013 e il 2015, Keene ha interpretato Cindy Williams nella soap opera EastEnders.
Nel 2016 è apparsa in un episodio di Casualty nei panni di Lana Westmore. Keene ha anche interpretato Megan in un cortometraggio, The Escape, nel 2017. Nel 2019 recita nel film Close, oltre ad interpretare anche la versione giovane di Edith Tolkien in Tolkien. Sempre nel 2019 Keene ha iniziato a interpretare Ruby nella serie commedia Netflix, Sex Education. Nel 2023, Keene apparirà nel film After Everything.

## Filmografia

### Cinema
- The Escape, regia di Dominic Savage (2017)
- Close, regia di Vicky Jewson (2019)
- Tolkien, regia di Dome Karukoski (2019)
- After 5 (After Everything), regia di Castille Landon (2023)

### Televisione
- Sadie J – serie TV, episodio 3x06 (2013)
- Our Girl, regia di David Drury – film TV (2013)
- EastEnders – serial TV, 122 puntate (2013-2015)
- Casualty – serie TV, episodio 30x27 (2016)
- Sex Education – serie TV, 25 episodi (2019-2023)
- Towards Zero, regia di Sam Yates – miniserie TV (2025)

### Videogames
- Castlevania: Lords of Shadow - Mirror of Fate (2013)
- Castlevania: Lords of Shadow 2 (2014)

## Doppiatrici italiane
Nelle versioni in italiano delle opere in cui ha recitato, Mimi Keene è stata doppiata da:
- Giorgia Brasini[8] in Sex Education[9]
- Emanuela Ionica[10] in Tolkien[11]
- Martina Felli in After 5[12]

## Riconoscimenti
| Anno | Evento                  | Premio                 | Ricevente  | Risultato   | Fonti  |
| ---- | ----------------------- | ---------------------- | ---------- | ----------- | ------ |
| 2014 | The British Soap Awards | Best Young Performance | EastEnders | Candidato/a | [ 13 ] |
| 2015 | Inside Soap Awards      | Best Young Actor       | EastEnders | Candidato/a | [ 14 ] |